# Santa Victoria Oeste
Santa Victoria oder Santa Victoria Oeste (zur Unterscheidung von Santa Victoria Este im Departamento Rivadavia) ist die Hauptstadt des gleichnamigen Departamentos Santa Victoria in der Provinz Salta im Nordwesten Argentiniens. Sie liegt am Fluss Santa Victoria auf einer Höhe von 2350 Metern. In der Klassifizierung der Gemeinden der Provinz gehört sie zu den Gemeinden der 2. Kategorie.
Santa Victoria ist über Yavi in der Provinz Jujuy über eine kurvenreiche Straße erreichbar. Bis Yavi sind es 105 Kilometer, bis zur Grenzstadt zum Nachbarland Bolivien, La Quiaca, 118 Kilometer.

## Wirtschaft
Die wirtschaftlichen Aktivitäten des Departamentos sind die Rinderzucht und der Anbau von Kartoffeln und Mais.

## Veranstaltungen und Feiertage
- Santiago Apóstol (25. Juli)
- Virgen de las Victorias (7. Oktober)
- Santa Victoria (17. November)

## Geschichte
Am Ende des 18. Jahrhunderts wurde das Gebiet, in dem sich Santa Victoria befindet, nach und nach von Bauern spanischer Abstammung besiedelt. Während des Chaco-Krieges flüchteten viele bolivianische Soldaten in die Gegend von Santa Victoria.
Am 18. Februar 1975 wurde die Stadt Santa Victoria per Dekret 370 der Exekutivgewalt der Nation zum nationalen historischen Ort erklärt.